# Sopico
Sopico de son vrai nom Sofiane, né le 4 février 1996 à Paris, est un rappeur, auteur-compositeur-interprète, guitariste, directeur artistique et acteur français d'origine algérienne.

## Biographie
Sopico tire son nom du diminutif de Sofiane, « So » et de « pico » pour signifier « le plus petit », s’inspirant du mot italien « piccolo ». Il vient d’une famille d’origine Algérienne. Enfant, il habite d’abord dans la ville de Stains, en Seine-Saint-Denis, région Île-de-France, puis déménage dans le 18e arrondissement de Paris, soit le même quartier que Hugo TSR ou anciennement Georgio,. 

### Carrière musicale
En 2012, il fait ses débuts dans le rap francophone avec le collectif et label 75e session, avec le freestyle anonyme John Doe ∅ 32. Par la suite, il devient membre du Dojo Klan. Le 27 juin 2016, il sort Mojo, son premier projet solo, entièrement produit par Sheldon, ainsi qu’une mixtape en commun avec Hash24. En 2017, il participe en tant qu’auteur et narrateur à une campagne vidéo pour la marque de vêtement Walk In Paris, puis il effectue un passage dans une vidéo de COLORS (studio d'enregistrement) qui permet de le faire connaître auprès du grand public. Il sort une série de vidéos sur Youtube, sous le titre Unplugged. Un album intitulé Yë sort le 26 janvier 2018, suivi de Ëpisode 0, un EP sorti le 17 juillet 2020. Actuellement, anciennement membre de la 75e Session, il signe Ëpisode 0 son dernier EP en date, avec le label de Yodelice, Spookland Records,.

### Cinéma
En parallèle de la musique, en 2020, il incarne un rôle secondaire (« Tarif ») dans la série The Eddy produite par Netflix et dirigée notamment par Damien Chazelle. Il a aussi l’occasion de travailler sur la bande originale de la mini-série américaine aux côtés de Glen Ballard et Randy Kerber,.

## Discographie

### Apparitions
- 2017: High (sur l'album Beta Test de Assy et Youv Dee)
- 2018: Rêve (sur l'EP La Grande Ourse de YZLA)
- 2022: Si tu veux (sur l'album Walk Tape Vol. 01 de Walk in Paris)
- 2022: Mamone (sur l'album ZZCCMXTP de Kronomuzik, Ronare et Pandrezz) [11]
- 2022: Outro (sur l'album 0,24 de Hash 24)
- 2023: La vie en vert ( sur la mixtape High & Fines Herbes La Mixtape - Volume 2 de Caballero & JeanJass )
- 2023: Y A R (sur l'album Lithium de Waxx et C.Cole)

## Filmographie

### Télévision
- 2020: The Eddy (série, Netflix) de Damien Chazelle et Jack Thorne : Tarif